# Всеобщие выборы в Гватемале (1974)
Всеобщие выборы в Гватемале прошли 3 марта 1974 года. На президентских выборах ни один из кандидатов не набрал более 50 % голосов избирателей и Кхель Эухенио Лаухеруд Гарсиа был избран президентом после голосования в Конгрессе. На парламентских выборах победу одержал альянс, в которую входили Институционно-демократическая партия и Движение национального освобождения, получивший 30 из 60 мест Конгресса. Явка избирателей составила 46,41 % на президентских выборах. Революционно-демократический фронт и его кандидат Мануэль Колом Аргета до выборов допущен не был.

## Результаты

### Президентские выборы
| Кандидат                           | Партия/Коалиция                    | Голосов избирателей | Голосов избирателей | Голосов депутатов | Голосов депутатов |
| Кандидат                           | Партия/Коалиция                    | Голоса              | %                   | Голоса            | %                 |
| ---------------------------------- | ---------------------------------- | ------------------- | ------------------- | ----------------- | ----------------- |
| Кхель Эухенио Лаухеруд Гарсиа      | ДНО-ИДП                            | 298 953             | 44,61               | 32                | 100               |
| Хосе Эфраин Риос Монтт             | Национальный оппозиционный фронт¹  | 228 067             | 34,03               | 0                 | 0                 |
| Эрнесто Паис Новалес               | Революционная партия               | 143 111             | 21,36               | -                 | -                 |
| Недействительных/пустых бюллетеней | Недействительных/пустых бюллетеней | 57 059              | -                   |                   | -                 |
| Всего                              | Всего                              | 727 174             | 100                 | 60                | 100               |
| Источник: Nohlen                   |                                    |                     |                     |                   |                   |

¹ Национальный оппозиционный фронт был альянсом, в который входили Гватемальская христианская демократия, Социал-демократическая партия кандидата в вице-президенты Альберто Фуэнтеса Мора и Истинная революционная партия.

### Парламентские выборы
| Партия/Коалиция                      | Голоса | %   | Мест | +/-   |
| ------------------------------------ | ------ | --- | ---- | ----- |
| Движение национального освобождения  |        |     | 16   | -     |
| Институционно-демократическая партия |        |     | 14   | -     |
| Национальный оппозиционный фронт     |        |     | 14   | -     |
| Революционная партия                 |        |     | 10   | -9    |
| Центральная аранистская организация  |        |     | 6    | новая |
| Недействительных/пустых бюллетеней   |        | -   | -    | -     |
| Всего                                |        | 100 | 60   | +5    |
| Источник: Nohlen                     |        |     |      |       |